# Maria Flor
Maria Flor, née Maria Flor Leite Calaça le 31 août 1983 à Rio de Janeiro (Brésil), est une actrice brésilienne. Elle est la fille du réalisateur Joaquim Pedro de Andrade.

## Filmographie

### Cinéma
- 2004 : O Diabo a Quatro de Alice de Andrade : Rita de Cássia / Mistery
- 2004 : Cazuza - O Tempo Não Pára de  Sandra Werneck et Walter Carvalho : Ficante de Cazuza
- 2004 : Presque frères de Lúcia Murat : Juliana
- 2006 : Proibido Proibir de Jorge Duran : Letícia
- 2007 : Podecrer! de Arthur Fontes : Carol
- 2008 : Chega de Saudade de Laís Bodanzky : Bel
- 2010 : Quincas Berro D'Água de Sérgio Machado
- 2010 : O Bem Amado de Guel Arraes : Violeta Paraguaçu
- 2010 : 13e mois : Julieta
- 2010 : A Suprema Felicidade de Arnaldo Jabor : Deise
- 2011 : Xingu de Cao Hamburger : Marina Villas Bôas
- 2012 : 360 : Laura

### Télévision
- 1995 : Malhação : Nininha Marques Macieira
- 2003 : Malhação : Regina Portobelo
- 2004 : Cabocla : Cristina de Oliveira Pinto (Tina)
- 2005 : Belíssima : Taís Junqueira Güney
- 2007 : Eterna Magia : Marina Rosa O'Brian Sullivan (Nina Rosa)
- 2008 : Casos e Acasos : Fernanda
- 2009 : Aline : Aline da Silva
- 2009 : Som & Fúria : Kátia
- 2011 : O Bem Amado : Violeta Paraguaçu
- 2011 : Aline : Aline da Silva
- 2012 : As Brasileiras : Shirley
- 2016 : 3 % : Samira